# Fränkenau
Fränkenau ist ein Ortsteil von Bad Kösen, einem Stadtteil der Stadt Naumburg (Saale) im Burgenlandkreis in Sachsen-Anhalt.

## Lage
Fränkenau liegt nördlich der Stadt Bad Kösen über den Saalehängen auf der beginnenden Etage des Ackerbaugebietes bei Punschrau und Hassenhausen. Eine Straße verbindet mit der Bundesstraße 87 und mit dem Naturpark Saale-Unstrut-Triasland.

## Geschichte
Das Dorf wurde am 20. Mai 1319 erstmals urkundlich genannt. Als Vorwerk des Klosters Pforta gehörte Fränkenau nach dessen Säkularisation im Jahr 1540 von 1543 bis 1815 zum kursächsischen Amt Pforta. Durch die Beschlüsse des Wiener Kongresses kam der Ort zu Preußen und wurde 1816 dem Landkreis Naumburg im Regierungsbezirk Merseburg der Provinz Sachsen zugeteilt, zu dem er bis 1944 gehörte.
Im Januar 2010 wurde das Dorf mit Bad Kösen nach Naumburg eingemeindet.
Als bauliche Besonderheit ist hier auch das 1746 auf dem Vorwerk Fränkenau entstandene Brunnenhaus zu nennen.